# Израильская кухня

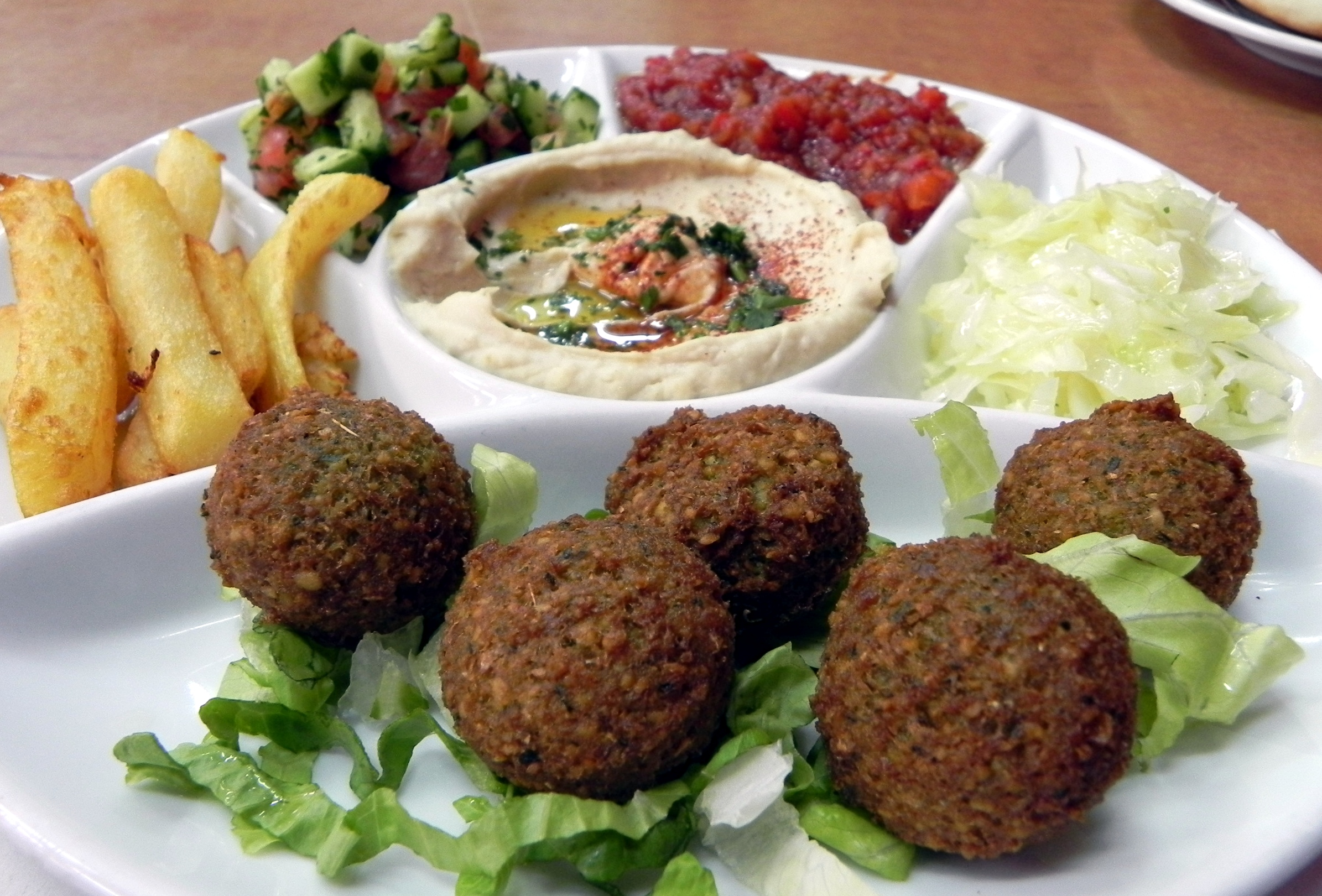
Сервировка в иерусалимском ресторане, включая фалафель, хумус и израильский салат

Израильская кухня — национальная кухня Израиля, является частью средиземноморской кухни. Имеет связи с традиционной еврейской кухней.

## История

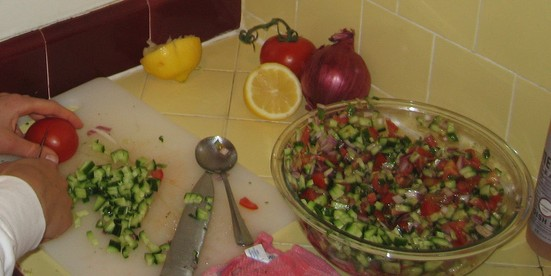
Израильский овощной салат

Поскольку современный Израиль создан иммигрантами из многих стран мира, то израильская кухня — симбиоз вкусовых пристрастий представителей разных культур и народов. В ней сочетаются ашкеназская кухня выходцев из Восточной Европы и сефардская кухня евреев Ближнего востока, Испании и стран Средиземноморья; марокканская и индийская, русская и украинская, арабская и китайская, японская и американская, йеменская и узбекская кухни.
В ней используется обилие овощей и фруктов, оливкового масла, рыбы, зелени и бобовых. Вместе с этим, израильская кухня более разнообразна и в ней сочетаются блюда как ашкеназской, так и сефардской традиционных кухонь (существуют и общие для ашкеназов и сефардов блюда, как, например, чолнт).
Сочетание европейской и арабской культур в Израиле оказало влияние и на вкусовые привычки и кухню израильтян.
Влияние на израильскую кухню оказывает и иудаизм, с чёткими законами кашрута и забоя мяса.
Годы «режима аскетизма» также сказались на израильской кухне. Именно тогда израильские повара изобрели популярный до сих пор в стране салат из баклажанов со вкусом печёночного паштета и птитим — вид пасты.

## Ашкеназская кухня

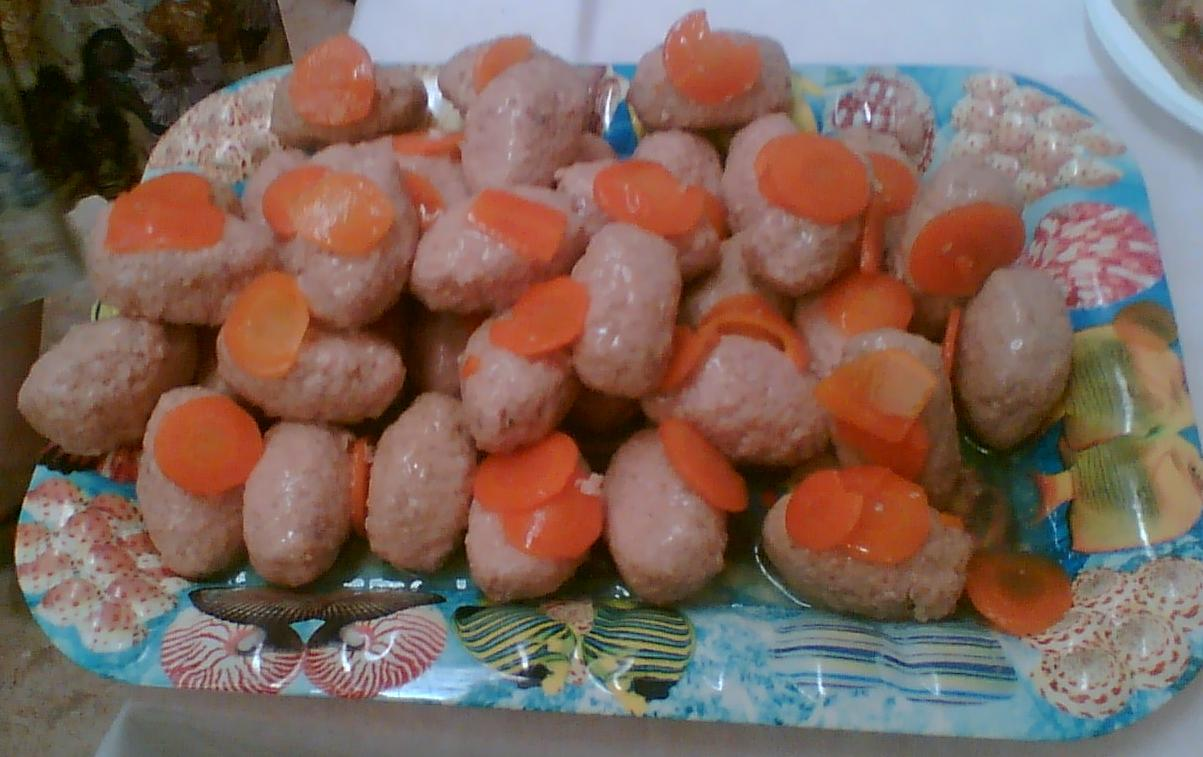
Начинка для гефилте фиш

Ашкеназы привнесли в израильскую кухню множество традиционных блюд, таких как гефилте фиш, куриный бульон, регель круша, печёночный паштет, форшмак, мацебрай, кугель, цимес. Ашкеназская традиционная выпечка, такая как бейгл или хоменташ, тоже стали неотъемлемой частью израильской кухни.

## Сефардская кухня

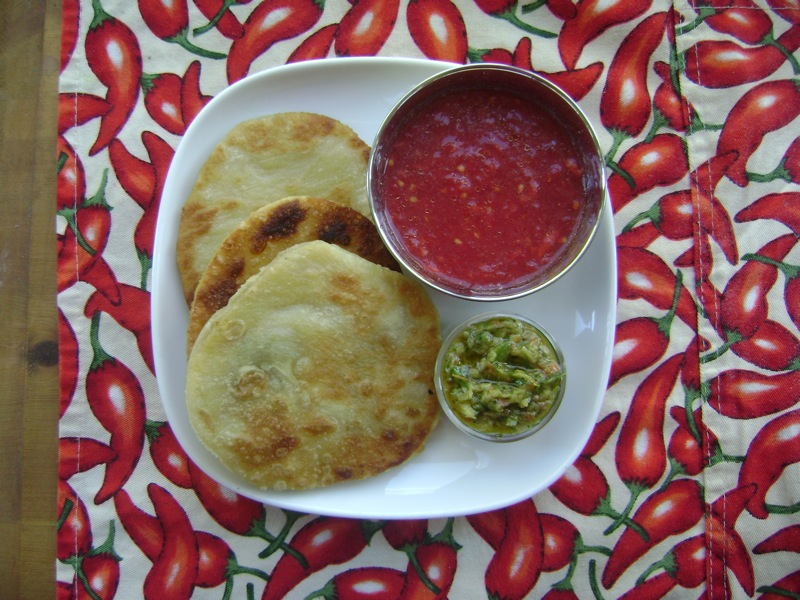
Малауах

Сефардские евреи привнесли в израильскую кухню такие популярные блюда, как кус-кус и мафрум (картофель, фаршированный молотым мясом). К тому же в Израиле популярны и другие блюда сефардской кухни: шакшука (острая яичница с помидорами, луком и болгарским перцем), храйме (рыба под острым соусом), джахнун и малауах (блюда из муки, маргарина и сахара), кубэ и самбусак (тесто, фаршированное мясом или сыром). Сефардская кухня использует большой выбор специй и зелени.

## Восточная кухня

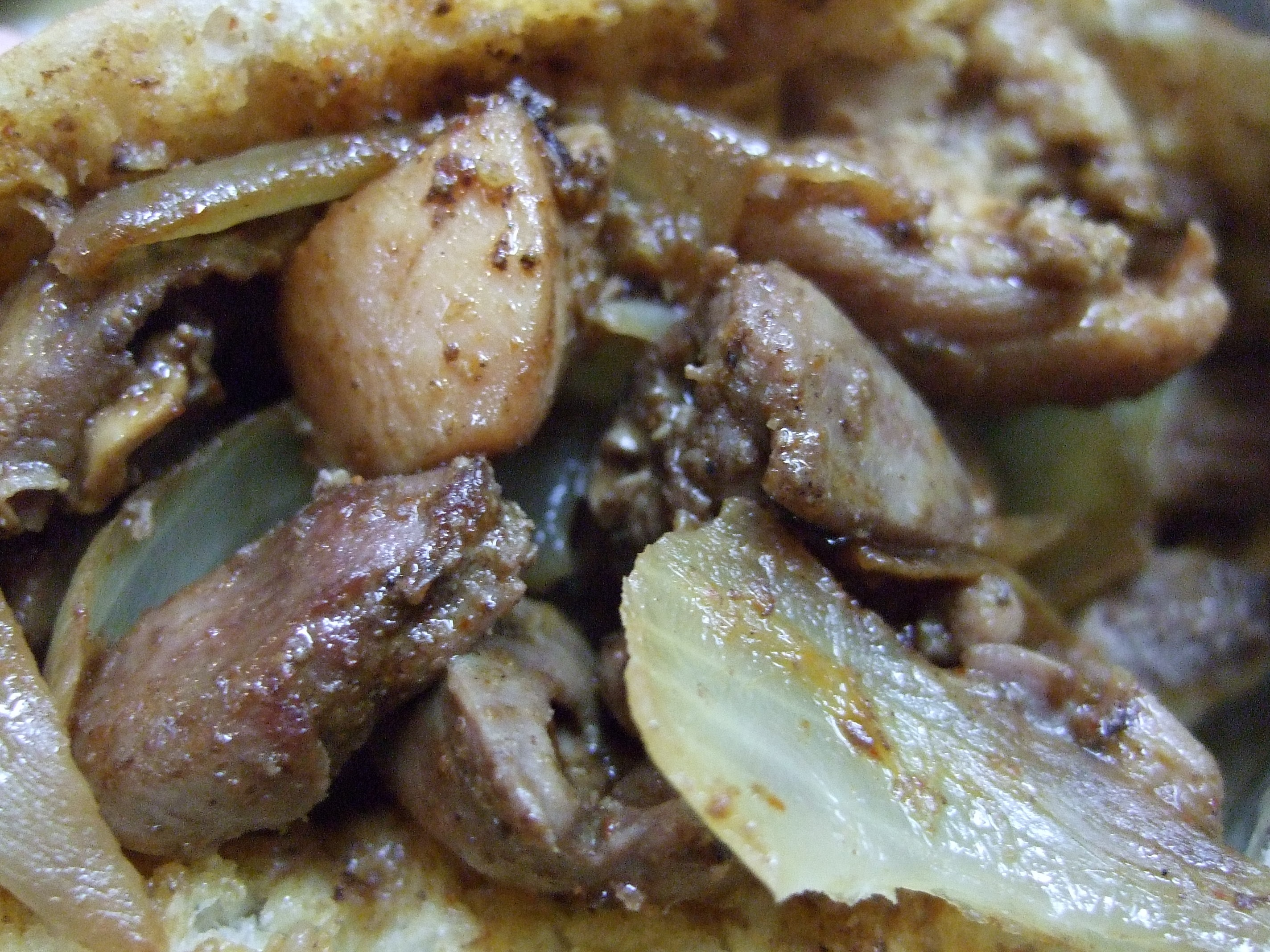
Меурав йерушалми

Восточная (арабская и турецкая) кухня оказала большое влияние на израильскую кухню, вплоть до непрекращающегося спора о хумусе.
Как бы то ни было, восточная кухня очень популярна в Израиле, вплоть до того, что изобретённый израильскими поварами острый салат, носит название «турецкий». Также пользуется большим спросом в Израиле восточный фастфуд, вроде шаурмы и фалафеля, и изобретённая в Израиле «Иерусалимская смесь» (меурав иерушалми, состоит из мяса и субпродуктов со специями), и пирожки из слоеного теста — бурекас.

## Еврейские сладости
Из сладостей в Израиле наиболее распространены хоменташ, земелах, имберлах, кихелах, ругелах. Подобная выпечка польско-ашкеназского происхождения очень популярна в Израиле, часто встречается в большинстве кафе и пекарен.

## Напитки
Для израильтян не существует общепризнанного национального напитка. И всё же, в силу древности винодельческой традиции региона, на звание национального напитка Израиля могло бы претендовать вино.

### Вино
Региональные традиции виноделия были прерваны исламским завоеванием. Отрасль стала восстанавливаться с XIX века, но международное признание израильские вина получили только в 1980-х годах; в настоящее время многие израильские бренды имеют звание вина международного класса. В Израиле имеется более 200 виноделен, включающих несколько десятков промышленных предприятий и множество появившихся в последние десятилетия маленьких виноделен-«бутик». В стране выделяются 5 винодельческих регионов (по квалификации ЕС): Галилея, Самсон, Негев, Шомрон и Иудейские Холмы. На их территории выращивают разнообразные сорта винограда, такие как Шардоне, Совиньон, Каберне и многие другие, из которых производят белые и красные, игристые и марочные вина.

### Водка
В Израиле первой водку начала выпускать семья Голдов, которая занималась этим ещё в царской России. Основанный ими в Цфате в 1824 году спиртоводочный завод со временем превратился в крупный концерн «Йосеф Голд и сыновья».
В Израиле, как и на всём Ближнем Востоке, довольно популярен арак (анисовая водка); похожий напиток в Греции называются узо, в Испании — охьен, на севере африканского материка — махия. Арак легко пьётся в жару, но слабо согревает на холоде. Израильский арак производится по стандартным технологиям создания анисовой водки и имеет крепость от 40 до 50 градусов.
Из современных ликёров можно выделить созданный в 2012 году Tubi 60.

### Пиво
Существуют 3 основных марки израильского пива: Голдстар (Goldstar) — темный мюнхенский лагер, самое популярное местное пиво; продаётся в бутылках 0,5 и 0,3 литра или на розлив из бочек; Маккаби — более лёгкое и мягкое пиво. Продаётся в бутылках и баночках или на розлив из бочек. Nesher — солодовое пиво, продаётся в бутылках. Кроме того, в магазинах имеется богатый выбор импортного пива, часть из которого (например, Heineken, Carlsberg, Tuborg) производится непосредственно в Израиле по лицензии.

### Кофе
Из горячих напитков в Израиле особой популярностью пользуется кофе.
В Израиле готовят разные виды кофейных напитков:
- Капучино — знакомый всем классический кофе, который приготавливается, смешивая эспрессо с молоком, взбитым в пышную пенку.
- Кафэ хафух («кофе наоборот») отличается от капучино только порядком приготовления (первым заливается молоко, а потом — кофе).
- Кафе боц («грязь») — залитый кипятком молотый чёрный кофе, как правило, из зёрен невысокого качества. Боц считается национальным кофейным напитком, попробовать который можно повсеместно, и в престижных ресторанах, и в уличных киосках. Способ приготовления этого кофе самый простой, и соответственно, этот вид кофе является самым дешёвым в Израиле.
- Айс-кафе — подслащённый кофе с кусочками льда. Бывает не очень сладким, и считается освежающим и бодрящим напитком, потому и популярен в жару. Обычно продаётся в уличных кафе и киосках, и хранится в больших крутящихся цилиндрах, откуда и наливается в стаканы и пьётся через соломинку.

В кафе и ресторанах к кофе подаются обычно 3 вида сахара на выбор: белый, низкокалорийный и коричневый тростниковый.

### Чай
В Израиле существуют местные компании, занимающиеся производством чая; самая известная — одна из старейших чайных компаний в мире, основанная в царской России В. Высоцкий и К°.